# Joost Hiddes Halbertsma
Joost (Justus) Hiddes Halbertsma (født 23. oktober 1789 i Grouw, død 27. februar 1869 i Deventer) var en nederlandsk sprogforsker; broder til Eeltje Halbertsma. Som skønlitterær forfatter skrev han på sit modersmål frisisk.
Halbertsma, som var mennonitisk prædikant, virkede som filolog og litteraturhistoriker. Han skrev:
- Aanteekeningen, 1851,
- Letterkundige naoogst, to bind, 1840–43,
- Hulde aan Gijsbert Japiks, to bind, 1824–27.

Han oversatte Matthæusevangeliet till nyfrisisk og indsamlede materiale til en ordbog, af hvilken hans søn, professor i Groningen Tjalling Joostes Halbertsma 1872 udgav første del.